# Holden UTEster
Der Holden UTEster ist ein Konzeptfahrzeug, das Holden im Jahre 2001 als Weiterentwicklung des VU Ute SS herausbrachte. Er hat einen 5,7 l-V8-Motor der 3. Generation und ein manuelles Sechsganggetriebe. Alle vier 19″-Räder sind mit Scheibenbremsen versehen.
Der UTEster ist gelb (Marque Yellow) mit schwarzen Applikationen (Jet Black) lackiert. Die Räder sind in titansilber gehalten und innen wurde schwarzes Leder mit gelben Baseball-Abnähungen verarbeitet.
Die Pritschenabdeckung des UTEster besitzt eine besondere Konstruktion. Sie ist in der Mitte geteilt und kann mit einem Hebel vom Innenraum aus geöffnet werden. Der vordere Teil dient zur Aufnahme des ausbaubaren Glasdaches, während der hintere Teil so wie bei einem normalen Pritschenwagen genutzt wird.